# Liao (estat)
L'Estat de Liǎo va ser un estat vassall de la Dinastia Zhou durant el període de Primaveres i Tardors de la història xinesa (771-476 aEC). Hi havien dos estats anomenats Liao en aqueixa època. El primer d'ells es menciona en el Zuo Zhuan • 11è Any del Duc Huan de Lu, el qual registra que en 701 aEC, el quarantè any del regnat del Rei Wu de Chu: “L'exèrcit de l'Estat de Yun (郧国/鄖國) hi era a Pusao (蒲骚/蒲騷) juntament amb els exèrcits dels estats de Sui (随国/隨國), Jiao (绞国/绞國), Zhou (州国/州國) i Liao; preparats per atacar a Chu. Pusao era on és ara l'actual Comtat Tanghe, Província Hubei, llavors la capital de l'Estat de Liao.
El Zuo Zhuan • 17è Any del Duc Ai de Lu registra que a la fi del període de Primaveres i Tardors, el primer ministre de l'Estat de Chu reflecteix sobre els èxits del Rei Wu de Chu en les seves aliances amb l'Estat de Zhao, entre d'altres, i la subjugació de l'Estat de Liao.
En el cas del segon Estat de Liao, segons el Zuo Zhuan • 5è Any del Duc Wen de Lu, en el 622 aEC, el quart any del Rei Mu de Chu, “el fill del Rei de Chu anihila l'Estat de Liao.” Aquest estat era governat pels descendents dels Tingjian (庭坚), també coneguts com a Gaoyang (高阳) o Bakai (八恺), un grup de vuit individus amb talent el llinatge dels quals es remunta de l'Emperador Groc fins al Zhuanxu.
Hi va haver també un estat més dit Estat de Shuliao (舒蓼国/舒蓼國) que s'estenia entre els Estats de Wu i Chu en la zona de l'actual Comtat de Shucheng, Província d'Anhui.